# Zwei-Drittel-Gesellschaft
Der Begriff Zwei-Drittel-Gesellschaft (auch: Zweidrittelgesellschaft) ist ein politisch-journalistisches Schlagwort, das im Zusammenhang mit der Diskussion um die „Neue Armut“ bzw. die Neue Unterschicht in Deutschland seit den 1980er Jahren verwendet wird.
Es weist auf eine Entwicklung in der postmodernen Gesellschaft hin, bei der der Anteil an Langzeitarbeitslosen und dauerhaft Unterbeschäftigten trotz rechnerischen Gesamt-Wohlstandes und Wirtschaftswachstums einer Volkswirtschaft zunimmt. Etwa zwei Drittel der Bevölkerung, die von gesicherten Beschäftigungsverhältnissen profitieren, stehen danach einem Drittel Beschäftigungsloser ohne Erwerbsarbeit gegenüber, die aktuell oder perspektivisch unter die Armutsgrenze absinken. Es bildet sich somit eine neue soziale Unterschicht und darunter noch ein sogenanntes Prekariat. 
Es heißt, der Begriff sei von dem SPD-Politiker Peter Glotz in die Diskussion eingeführt worden. Glotz umriss den Begriff in seinem Buch: Die Arbeit der Zuspitzung von 1984 folgendermaßen: „[…] eine Gesellschaft, die mit hoher Arbeitslosigkeit lebt, die eine neue Armut duldet, den Kern der Arbeiterschaft materiell einigermaßen sichert, konfliktunfähige Randgruppen aber ausgrenzt.“
Bereits Mitte der 1990er Jahre wurden Zweifel an dem Begriff der Zwei-Drittel-Gesellschaft geäußert. Im Zusammenhang mit der zunehmend diskutierten Globalisierung sprach man seitdem auch von der „Einfünftelgesellschaft“ bzw. der „20-zu-80-Gesellschaft“.

## Drei-Drittel-Gesellschaft

Die „Drei-Drittel-Gesellschaft“ nach „TNS Infratest Sozialforschung Berlin“ (2006)

Für den Kultursoziologen Andreas Reckwitz ist die spätmoderne Gesellschaft der Singularitäten seit den 1970er Jahren eine Drei-Drittel-Gesellschaft: das obere Drittel, die neue Mittelklasse, steigt über die Bildungsexpansion auf, eine neue Unterschicht bildet das untere Drittel, dazwischen befindet sich die alte Mittelklasse.